# زوران تشم (مقاطعة دورة)
زوران تشم (بالفارسية: زوران چم) هي قرية تقع في قسم تشكن الريفي (مقاطعة دورة) في إيران. يقدر عدد سكانها بـ 144 نسمة بحسب إحصاء 2016.